# Marcin Nowak (athlétisme, 1977)
À ne pas confondre avec le joueur polonais de volley-ball Marcin Nowak.
Marcin Andrzej Nowak (né le 2 août 1977 à Stalowa Wola) est un athlète polonais spécialiste du sprint. Affilié au AZS AWF Kraków, il mesure 1,74 m pour 71 kg.

## Biographie

### Palmarès
| Date | Compétition                   | Lieu     | Résultat | Épreuve    | Performance |
| ---- | ----------------------------- | -------- | -------- | ---------- | ----------- |
| 1998 | Championnats d'Europe         | Budapest | 8e       | 100 mètres | 10 s 36     |
| 1998 | Championnats d'Europe         | Budapest | 3e       | 4 × 100 m  | 38 s 98     |
| 1999 | Championnats d'Europe espoirs | Göteborg | 2e       | 100 mètres | 10 s 28     |
| 1999 | Championnats du monde         | Séville  | 5e       | 4 × 100 m  | 38 s 70     |
| 2002 | Championnats d'Europe         | Munich   | 2e       | 4 × 100 m  | 38 s 71     |
| 2003 | Championnats du monde         | Paris    | 5e       | 4 × 100 m  | 38 s 96     |

### Records
| Épreuve    | Épreuve   | Performance | Lieu          | Date            |
| ---------- | --------- | ----------- | ------------- | --------------- |
| 60 mètres  | Salle     | 6 s 61      | Spala         | 21 février 1999 |
| 100 mètres | Plein air | 10 s 21     | Cracovie      | 4 août 2000     |
| 150 mètres | Plein air | 15 s 58     | Bielsko-Biala | 29 mai 2002     |
| 200 mètres | Salle     | 21 s 32     | Chemnitz      | 27 février 2009 |
| 200 mètres | Plein air | 20 s 51     | Cracovie      | 6 août 2000     |